# Edward Modrzejewski

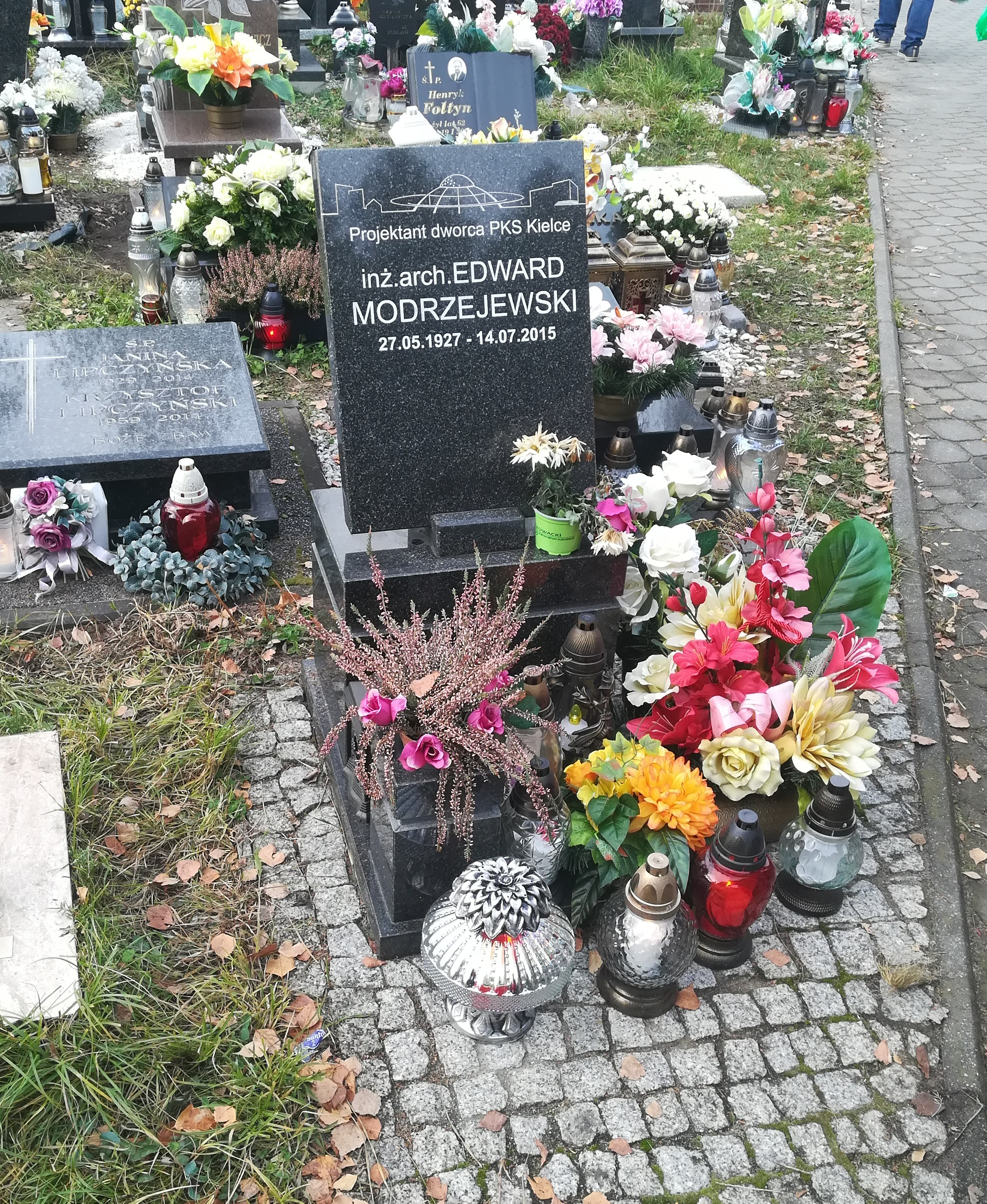
Grób Edwarda Modrzejewskiego

Edward Modrzejewski  (ur. 13 października 1927 w Kutnie, zm. 14 lipca 2015) – polski architekt.

## Życiorys
W 1952 ukończył studia na Wydziale Architektury Politechniki Warszawskiej. Przez wiele lat pracował w kieleckim Miastoprojekcie (m.in. jako naczelny inżynier, a potem starszy projektant i kierownik zespołu architektonicznego) a następnie, od 1978 roku, w Inwestprojekcie. 
Był członkiem Stowarzyszenia Architektów Polskich (SARP) - członek SARP O. Kielce; prezes ZO SARP (1970-76). członek ZO SARP (1960-62, 1964-65, 1968-70). członek OKR SARP. Także Członek Świętokrzyskiej Okręgowej Izby Architektów RP.
Działał także w Automobilklubie Kieleckim, był sędzią rajdowym.
Zmarł 14 lipca 2015 roku. Pochowany na Cmentarzu Cedzyna w Kielcach.

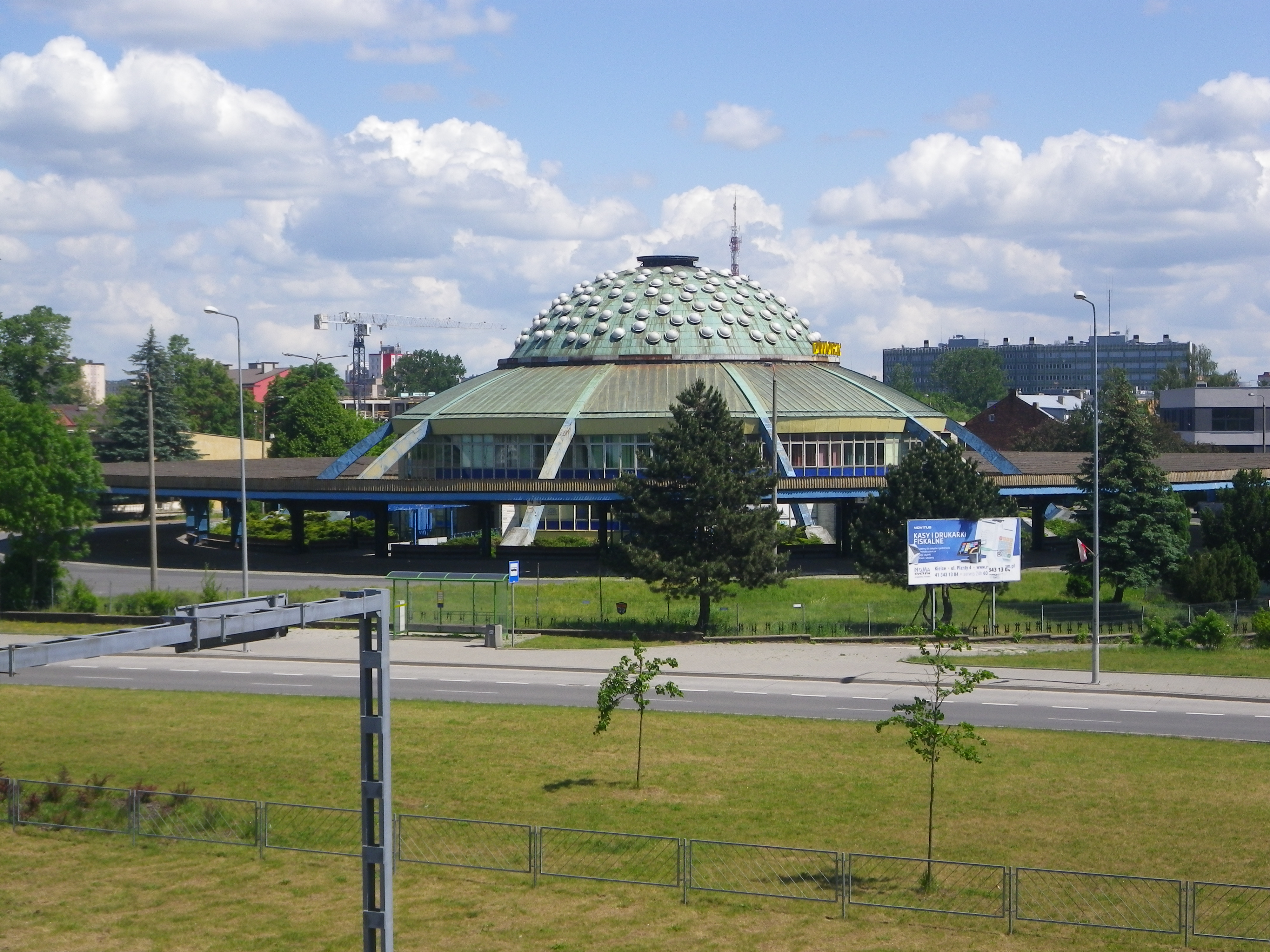
Dworzec autobusowy w Kielcach

## Prace
Modrzejewski był autor projektów budowli takich jak m.in.:
- dworzec PKS w Kielcach
- Bank Inwestycyjny, ul. Staszica, Kielce
- budynek Miastoprojektu w Kielcach
- budynek sądu w Sandomierzu
- budynek sądu w Kozienicach
- północna pierzeja rynku w Miechowie
- wschodnie skrzydło Wyższego Seminarium Duchownego w Kielcach

## Odznaczenia
Odznaczony:
- Krzyż Kawalerski Orderu Odrodzenia Polski[1]
- Srebrny Krzyż Zasługi (1974)[2]
- Złoty Krzyż Zasługi[1]
- Srebrna Odznaka SARP (1964)[2]
- Odznaka za Zasługi dla Kielecczyzny (1969)[2]
- Medal 30-lecia Polski Ludowej (1974)[2]
- Złota Odznaka SARP (1979)[2]
- Medal 40-lecia Polski Ludowej (1986)[2]